# Médaille d'honneur des sapeurs-pompiers
La médaille d’honneur des sapeurs-pompiers, est une décoration française qui récompense les sapeurs-pompiers méritants.
Elle se distingue en deux médailles :
- La médaille d'ancienneté, créée par la loi du 16 février 1900, qui récompense le dévouement et la fidélité des sapeurs-pompiers dans l'exercice de leurs fonctions ;
- La médaille avec rosette pour services exceptionnels, instaurée par décret du 14 mars 1922, qui honore les sapeurs-pompiers s'étant particulièrement distingués dans le cadre de leurs missions.

## Histoire

### La médaille d'ancienneté
Dès 1875, les sapeurs-pompiers se voient récompensés pour leurs services et leurs dévouements par un diplôme d'honneur pour 30 années de service. Ce mérite est instauré par l'article 32 du décret du 29 décembre 1875 sur l'initiative du Maréchal Patrice de Mac-Mahon alors président de la République, ainsi que sur celle du général De Cissey, ministre de la Guerre, et de Louis Buffet alors ministre de l'Intérieur. Ce document est aussi à l'origine de la constitution des corps de sapeurs-pompiers communaux
Ce n'est qu'à partir de l'année 1900 que les pompiers se voient attribuer une médaille d'Argent avec son diplôme, rappelant les services effectués. Celle-ci vient en récompense de 30 années de service ou est décernée pour acte exceptionnel de courage.
Une médaille d'honneur pour les sapeurs-pompiers d'Algérie avait été instituée par décret du 25 mai 1903. Elle était attribuée par arrêté du ministre de l’Intérieur sur proposition du gouverneur général de l’Algérie. Cette médaille était identique à celle mise en place en 1900, le seul changement visuel étant l'ajout d’une agrafe constituée d’une étoile posée sur un croissant islamique.
Le 12 décembre 1934, une nouvelle loi est promulguée. Cette dernière vient modifier la médaille en instaurant trois échelons pour l'ancienneté : Argent (20 ans), Vermeil (25 ans) et Or (30 ans).
Le décret n° 2017-1155 du 10 juillet 2017 relatif à la médaille d'honneur des sapeurs-pompiers réforme ces mesures. La médaille comporte désormais quatre échelons : Bronze, Argent, Or et Grand' Or.
Le 16 mai 2019, le décret n° 2019-468 modifie le décret susvisé et il est désormais pris en compte que "les titulaires du brevet national de jeunes sapeurs-pompiers bénéficient d'une bonification d'une année intervenant dans le calcul de la durée de services".

### La médaille avec rosette pour services exceptionnels
En 1922, le décret du 14 mars instaure la création de la médaille avec rosette. Elle est destinée à récompenser les sapeurs-pompiers qui se sont particulièrement distingués dans l'exercice de leurs missions. Elle se singularise par l'ajout d'une rosette sur la médaille d'ancienneté Argent de 1900.
L'arrêté du 4 mars 1981 vient modifier la médaille en la dotant d'un insigne ainsi que d'un ruban spécifique. Ce document viendra ajouter l'échelon Vermeil. L'échelon Or sera intégré à la suite du décret du 10 juillet 2017.

## Organisation

### Attribution
La médaille d’ancienneté comporte quatre échelons qui sont accordés en fonction de la durée des services accomplis.
- Bronze, décernée après 10 ans de service
- Argent, décernée après 20 ans de services aux titulaires de la médaille de bronze
- Or, décernée après 30 ans de services aux titulaires de la médaille d’argent
- Grand' Or, après 40 ans de services aux titulaires de la médaille d'or.

Le calcul de l'ancienneté est admis selon les services pris en compte tel que ceux accomplis en tant que sapeur-pompier professionnel ou volontaire, pompier militaire (Paris et Marseille) et militaire de la sécurité civile, les services accomplis en service national actif ou en service civique et les services militaires accomplis sous les drapeaux en période de guerre
À ce titre, les congés de maternité et d'adoption sont considérés comme des services effectifs. Les services à temps partiel sont pris en compte proportionnellement au temps de service accompli. Le brevet national de jeune sapeur-pompier procure 1 année d'ancienneté supplémentaire et les services accomplis simultanément ne sont pas pris en compte cumulativement.
La médaille avec rosette pour services exceptionnels peut être décernée à tout sapeur-pompier qui s'est particulièrement distingué dans l'exercice de ses fonctions. Il existe trois échelons :
- La médaille d'Argent ;
- La médaille de Vermeil qui peut être décernée aux titulaires de la médaille d'Argent avec rosette depuis cinq ans au moins ;
- La médaille d'Or qui peut être décernée aux titulaires de la médaille de vermeil avec rosette depuis cinq ans au moins et sans condition d'ancienneté aux personnels décédées dans l'exercice de leurs fonctions.

### Promotion
La médaille d'ancienneté est décernée, sur proposition de l'autorité hiérarchique, par le préfet du département dans lequel les fonctions sont exercées. Alors que l'attribution de la médaille avec rosette pour services exceptionnels est décidée par le ministre de l'intérieur, sur proposition de l'autorité hiérarchique.
Les arrêtés préfectoraux d'attribution des médailles d'honneur des sapeurs-pompiers sont publiées au Bulletin officiel des décorations, médailles et récompenses de la République française.
Les remises des deux médailles ont lieu les 14 juillet et 4 décembre de chaque année. Il est exceptionnellement possible que cela ait lieu à un autre moment de l'année. Un diplôme est remis avec la médaille, il rappelle les services pour lesquels le décoré a été récompensé et autorise le port de la décoration.

### Incompatibilité
La médaille d'ancienneté ne peut pas être attribuée dans les cas suivants :
- Aux membres de la Légion d'honneur ou de l'Ordre national du Mérite et aux titulaires de la Médaille militaire dont la nomination, promotion ou élévation date de moins de trois années dans ces ordres
- Condamnation pour crime ou une peine de prison sans sursis, égale ou supérieure à 1 an
- Sanction disciplinaire inscrite au dossier individuel
- Arrêt définitif des fonctions de sapeur-pompier depuis plus de 5 ans

La médaille avec rosette pour services exceptionnels ne peut pas être attribuée dans les cas suivants :
- Condamnation pour crime ou une peine de prison sans sursis, égale ou supérieure à 1 an
- Sanction disciplinaire inscrite au dossier individuel

### Retrait
Dans tous les cas, les médailles d'honneur peuvent être retirées dans l'un des cas suivants :
- Condamnation pour crime ou une peine de prison sans sursis, égale ou supérieure à 1 an
- Sanction disciplinaire entraînant une radiation des cadres ou une résiliation de l'engagement
- Manquement à l'honneur ayant entraîné une condamnation ou une sanction disciplinaire

## Insignes et diplômes

### La médaille d'ancienneté
La médaille d'ancienneté, ronde d’un diamètre de 33 mm, est en bronze pour dix ans de services, en argent pour vingt ans de services aux titulaires de la médaille de bronze, en or après trente ans de service pour les titulaires de la médaille d'argent, et en Grand' Or pour quarante ans de service pour les titulaires de la médaille d'or.
Elle figure :
- l’avers, une effigie symbolique, le profil gauche de la tête de la république France coiffée du casque traditionnel des sapeurs pompiers et un col d'uniforme avec la grenade distinctive du corps , et en exergue l’inscription « Ministère de l'Intérieur » ;
- revers, le casque traditionnel étouffant le feu d'un édifice en flammes et en dessous les mots gravés : « Hommage au dévouement », et au contour les mots « Ministère de l’Intérieur ».

La bélière de la largeur du ruban varie selon les degrés :
- pour le bronze : deux têtes de lances à incendie horizontales en bronze réunies par un anneau ;
- pour l'argent : une portion d'échelle verticale en argent relie la médaille aux têtes de lances, elle est couverte de deux haches croisées ;
- pour l'or : une portion d'échelle verticale en or relie la médaille aux têtes de lances, elle est couverte de deux haches croisées ;
- pour le grand or : une portion d'échelle verticale en grand-or relie la médaille aux têtes de lances qui sont recouvertes d'un liseré torsadé, elle est couverte de deux haches croisées, une couronne de laurier en or passe sous l'anneau de la bélière.

Le ruban est de 37 mm de couleur jaune, avec à chaque extrémité puis au centre des liserés verticaux bleus blancs rouges espacés de 5 mm.
La médaille d'ancienneté peut être portée en barrette, elle est recouverte d'un ruban à l'effigie du ruban de la médaille pendante et comporte les degrés suivants :
- bronze : aucun signe distinctif ;
- argent : deux lances entrecroisées ;
- or : un casque tradition or ;
- grand or : un casque et deux têtes de haches.

| Évolution de la médaille d'ancienneté | Évolution de la médaille d'ancienneté          | Évolution de la médaille d'ancienneté | Évolution de la médaille d'ancienneté | Évolution de la médaille d'ancienneté | Évolution de la médaille d'ancienneté          |
| Période                               | Bronze                                         | Argent                                | Vermeil                               | Or                                    | Grand or                                       |
| ------------------------------------- | ---------------------------------------------- | ------------------------------------- | ------------------------------------- | ------------------------------------- | ---------------------------------------------- |
| 1900 - 1934 (Graveur : Oscar Roty)    | Inexistante (Échelon unique)                   |                                       | Inexistante (Échelon unique)          | Inexistante (Échelon unique)          | Inexistante (Échelon unique)                   |
| 1900 - 1934 (Graveur : Oscar Roty)    | Inexistante (Échelon unique)                   |                                       | Inexistante (Échelon unique)          | Inexistante (Échelon unique)          | Inexistante (Échelon unique)                   |
| 1934 - 2017 (Graveur : Lucien Bazor)  | Inexistante (3 Échelons = Argent, Vermeil, Or) |                                       |                                       |                                       | Inexistante (3 Échelons = Argent, Vermeil, Or) |
| 1934 - 2017 (Graveur : Lucien Bazor)  | Inexistante (3 Échelons = Argent, Vermeil, Or) |                                       |                                       |                                       | Inexistante (3 Échelons = Argent, Vermeil, Or) |
| Depuis 2017 (Graveur : Lucien Bazor)  |                                                |                                       | Inexistante (Échelon supprimé)        |                                       |                                                |
| Depuis 2017 (Graveur : Lucien Bazor)  |                                                |                                       | Inexistante (Échelon supprimé)        |                                       |                                                |

### La médaille avec rosette pour services exceptionnels
La médaille avec rosette pour services exceptionnels, ronde en argent ou vermeil suivant l’échelon diamètre de 32 mm.
Elle figure :
- l’avers représente, le profil gauche d’un sapeur-pompier casqué entourée de l’inscription « Ministère de l’Intérieur » ;
- au revers figure au centre, un bonnet phrygien entre deux haches surmontées des initiales « R.F ».

Le ruban de 37 mm présente un dégradé moiré du rouge vers le jaune évoquant la flamme, avec un liseré bleu marine de 1 mm sur chaque bord et une rosette de 18 mm au centre :
- bronze : aucun signe distinctif ;
- vermeil : une rosette ornée d'une étoile argentée ;
- or : une rosette ornée d'une étoile dorée.

| Évolutions de la médaille avec rosette pour services exceptionnels | Évolutions de la médaille avec rosette pour services exceptionnels | Évolutions de la médaille avec rosette pour services exceptionnels | Évolutions de la médaille avec rosette pour services exceptionnels |
| Période                                                            | Argent                                                             | Vermeil                                                            | Or                                                                 |
| ------------------------------------------------------------------ | ------------------------------------------------------------------ | ------------------------------------------------------------------ | ------------------------------------------------------------------ |
| 1922 - 1981                                                        |                                                                    | Inexistante (Échelon unique)                                       | Inexistante (Échelon unique)                                       |
| 1922 - 1981                                                        |                                                                    | Inexistante (Échelon unique)                                       | Inexistante (Échelon unique)                                       |
| 1981 - 2017 (Graveur : Josette Hébert-Coëffin)                     |                                                                    |                                                                    | Inexistante (2 Échelons = Argent, Vermeil)                         |
| 1981 - 2017 (Graveur : Josette Hébert-Coëffin)                     |                                                                    |                                                                    | Inexistante (2 Échelons = Argent, Vermeil)                         |
| Depuis 2017 (Graveur : Josette Hébert-Coëffin)                     |                                                                    |                                                                    |                                                                    |
|                                                                    |                                                                    |                                                                    |                                                                    |

### Diplômes
Pour chaque médaille décernée, le décoré reçoit un diplôme rappelant les faits pour lesquelles il a été récompensé. Il est possible qu'une citation à l'ordre de la nation soit émise.

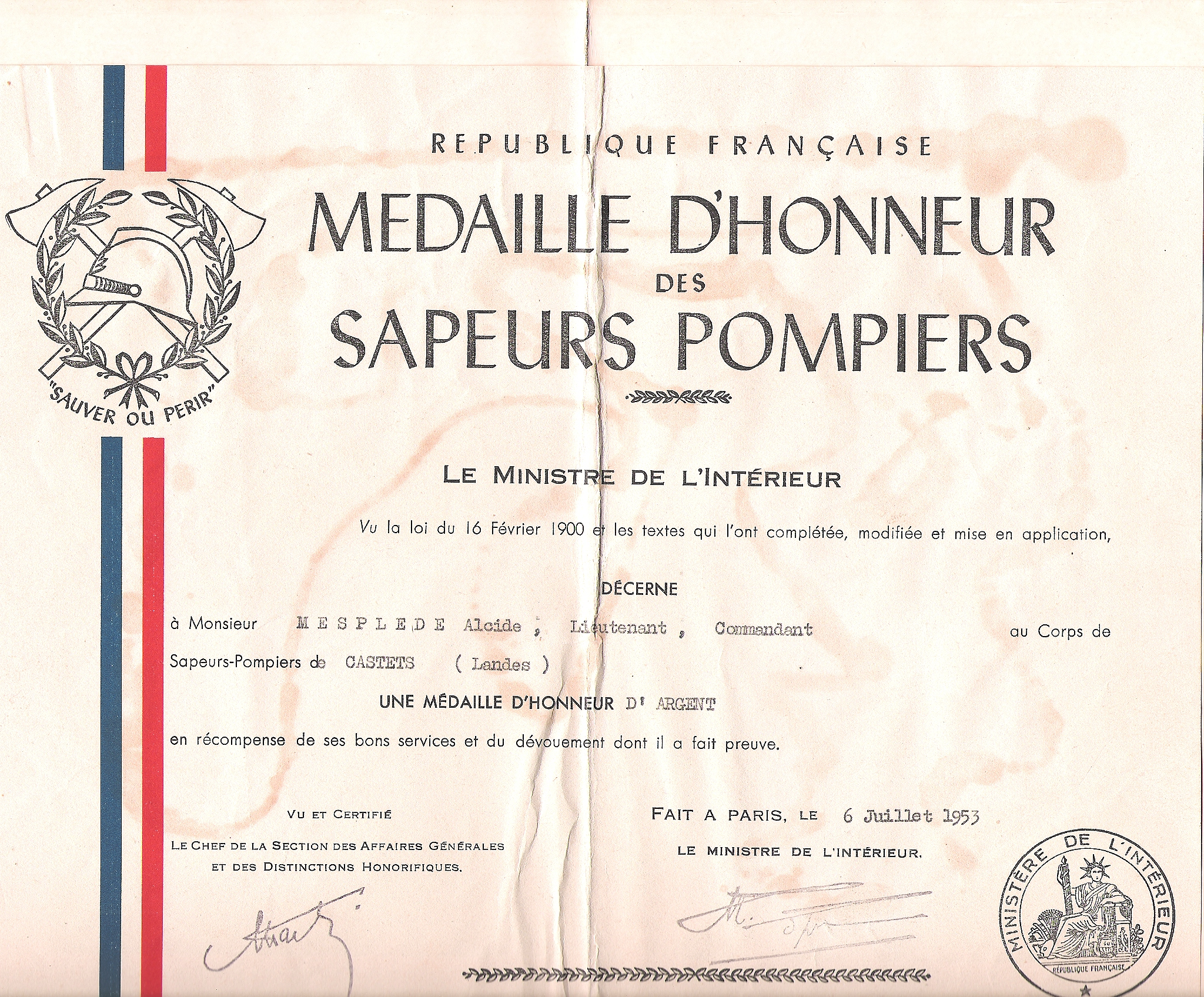
Un diplôme certifiant l’attribution de la médaille, en 1953.
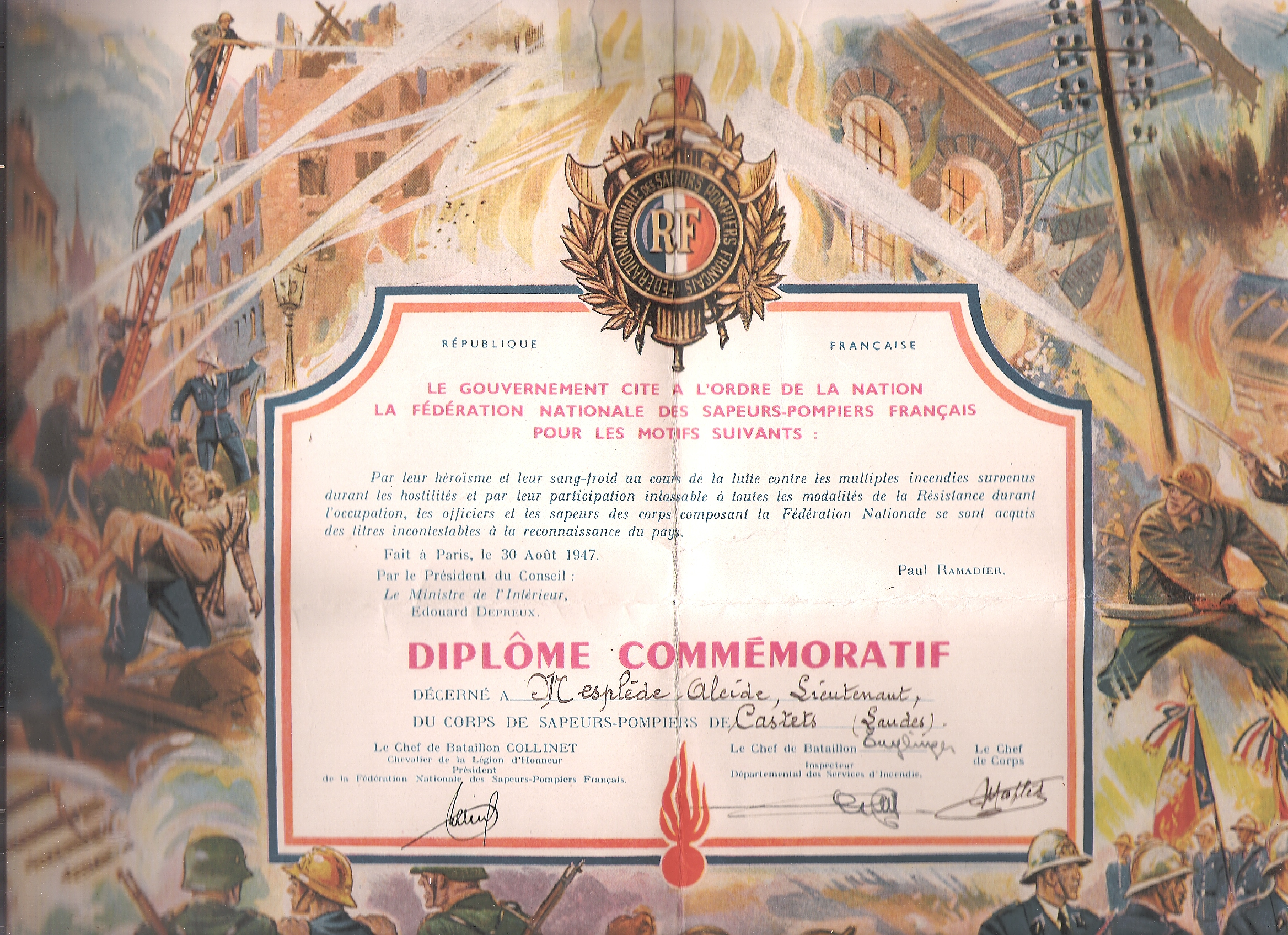
Citation à l'ordre de la nation, en 1947.